# Nader Ghandri
Nader Ghandri (arabisch نادر الغندري; * 18. Februar 1995 in Aubervilliers, Frankreich) ist ein tunesisch-französischer Fußballspieler, der in der russischen Liga für Achmat Grosny spielt.

## Karriere

### Verein
Zur Saison 2012/13 wechselte er aus der U19 von JA Drancy in deren erste Mannschaft. Hiervon wechselte er anschließend zur Folgesaison zum AC Arles. Diese verließ er schließlich um sich in Tunesien Club Africain anzuschließen. Hier holte er mit seinem Team erst in der Saison 2014/15 die Meisterschaft und anschließend in der Spielzeit 2016/17 nochmal den Pokal. Danach verließ er den Klub für eine Ablöse von 317.000 € wieder und schloss sich Royal Antwerpen in Belgien an. Nach einer Spielzeit mit nur wenigen Einsätzen verliehen diese ihn dann weiter zu KVC Westerlo. Hier sammelte er in der nächsten Runde ein mehr Einsätze, wurde aber auch mehrfach für einige Partien gesperrt. Nach dem Ende der Leihe blieb er dann nochmal für eine halbe Spielzeit bei Royal und wechselte danach Anfang 2020 fest zu Westerlo. Hier kamen dann jedoch nur noch wenige Einsätze dazu, womit er hiervon ein weiteres Mal verliehen wurde.
Diesmal ging es für ihn nach Bulgarien, wo er nun bei Slawia Sofia spielte. Hier kam er in den paar Monaten hier dann auch fast immer zum Einsatz. Danach verließ er Europa auch komplett und schloss sich zurück in Tunesien wieder Club Africain an.

### Nationalmannschaft
Sein Debüt in der tunesischen Nationalmannschaft hatte er am 7. Juni 2019 bei einem 2:0-Freundschaftsspielsieg gegen den Irak, hier stand er auch in der Startelf und verblieb über die komplette Spielzeit auf dem Platz.
Dies war für lange Zeit auch sein einziger Einsatz. Erst bei einem Qualifikationsspiel zur Weltmeisterschaft 2022 gegen Mali kam er am 25. März 2022 wieder zum Einsatz. Nach einem weiteren Qualifikationsspiel folgte auch ein weiteres Qualifikationsspiel für die Afrikanische-Nationenmeisterschaft 2023 im Sommer des Jahres. Nach weiteren Freundschaftsspielen in den nächsten Monaten wurde er schließlich auch für den finalen Team-Kader bei der Endrunde der Weltmeisterschaft 2022 nominiert.